# Marovoay
Marovoay è un comune urbano (kaominina) del Madagascar, situato nella regione di Boeny.